# جزيرة سيولاكو
جزيرة سيولاكو وهي جزيرة من جزر إندونيسيا، وتقع في مقاطعة سابانغ في إقليم آتشيه.